# 秋吉台国際作曲賞
秋吉台国際作曲賞（あきよしだいこくさいさっきょくしょう）は、1991年から1997年まで、秋吉台国際20世紀音楽セミナー&フェスティバルの中で開催された現代音楽の作曲賞。

## 概要
新しい才能を啓発するのが目的で、譜面審査により選ばれた作品を秋吉台国際20世紀音楽セミナー&フェスティバルにて演奏し、秋吉台国際作曲賞受賞者（原則1名）を決定する方式で行われていた。受賞者には翌年の秋吉台のための新作委嘱（委嘱料20万円）と、ダルムシュタット夏季現代音楽講習会への招待の特典があった。1995年から第2位に該当する者に山口県知事賞を授与し、翌年の秋吉台のための新作委嘱（委嘱料10万円）の機会が与えられた。
審査は例年、同フェルティバルの音楽監督だった細川俊夫、それに田中照通と野平一郎（以上3人が予選の譜面審査も担当）、その年の海外からの招待作曲家2、3名の5、6名が担当していた。セミナー最終回の1998年には行われなかった。

## 歴代受賞者
|        | 秋吉台国際作曲賞      | 山口県知事賞（1995年以降）              |
| ------ | --------------------- | --------------------------------------- |
| 1991年 | 中村斉                |                                         |
| 1992年 | 川島素晴              |                                         |
| 1993年 | 三浦則子              |                                         |
| 1994年 | 横山勝巳 / 福井とも子 |                                         |
| 1995年 | 柏木葉二              | 原田敬子                                |
| 1996年 | 田中吉史              | 山口淳                                  |
| 1997年 | （該当者なし）        | 前田克治 / クリストフ・ネイドヘーファー |